# نايجل ليفين
نايجل ليفين (بالإنجليزية: Nigel Levine)‏ مواليد 30 أبريل 1989 في سان فيرناندو، ترينيداد وتوباغو، هو عداء إنجليزي متخصص في سباق 400 متر. أفضل رقم شخصي له هو 45.11 (400 م). شارك في دورة الألعاب الأولمبية. سبق أن فاز بالميدالية الذهبية في بطولة أوروبا لألعاب القوى وبطولة أوروبا لألعاب القوى داخل الصالات.

## الميداليات
| الميدالية | المسابقة                                    |
| --------- | ------------------------------------------- |
| ذهبية     | بطولة أوروبا لألعاب القوى 2014              |
| فضية      | بطولة أوروبا لألعاب القوى 2012              |
| فضية      | بطولة العالم لألعاب القوى داخل الصالات 2012 |
| فضية      | بطولة العالم لألعاب القوى داخل الصالات 2014 |
| برونزية   | بطولة العالم لألعاب القوى داخل الصالات 2010 |
| ذهبية     | بطولة أوروبا لألعاب القوى داخل الصالات 2013 |
| فضية      | بطولة أوروبا لألعاب القوى داخل الصالات 2013 |
| فضية      | بطولة أوروبا لألعاب القوى داخل الصالات 2011 |
| فضية      | بطولة أوروبا لألعاب القوى داخل الصالات 2009 |

## روابط خارجية
- نايجل ليفين على موقع الاتحاد الدولي لألعاب القوى (الإنجليزية)
- نايجل ليفين على موقع الدوري الماسي (الإنجليزية)
- نايجل ليفين على موقع اللجنة الأولمبية الدولية (الإنجليزية)
- نايجل ليفين على موقع أوليمبيديا (الإنجليزية)
- نايجل ليفين على موقع اللجنة الأولمبية البريطانية (الإنجليزية)
- نايجل ليفين على موقع اتحاد ألعاب الكومنولث (مؤرشف) (الإنجليزية)